# Кудривка
Кудривка (на украински: Кудрівка) е село в Северна Украйна, Сосницки район на Черниговска област. Разположено е на десния бряг на река Убед, на 70 km източно от Чернигов. Съществува поне от първата половина на 17 век. Населението му е около 838 души (2005).

## Известни личности
- Михаил Домонтович (1830-1902), офицер